# العقوبات الدولية خلال الأزمة الفنزويلية

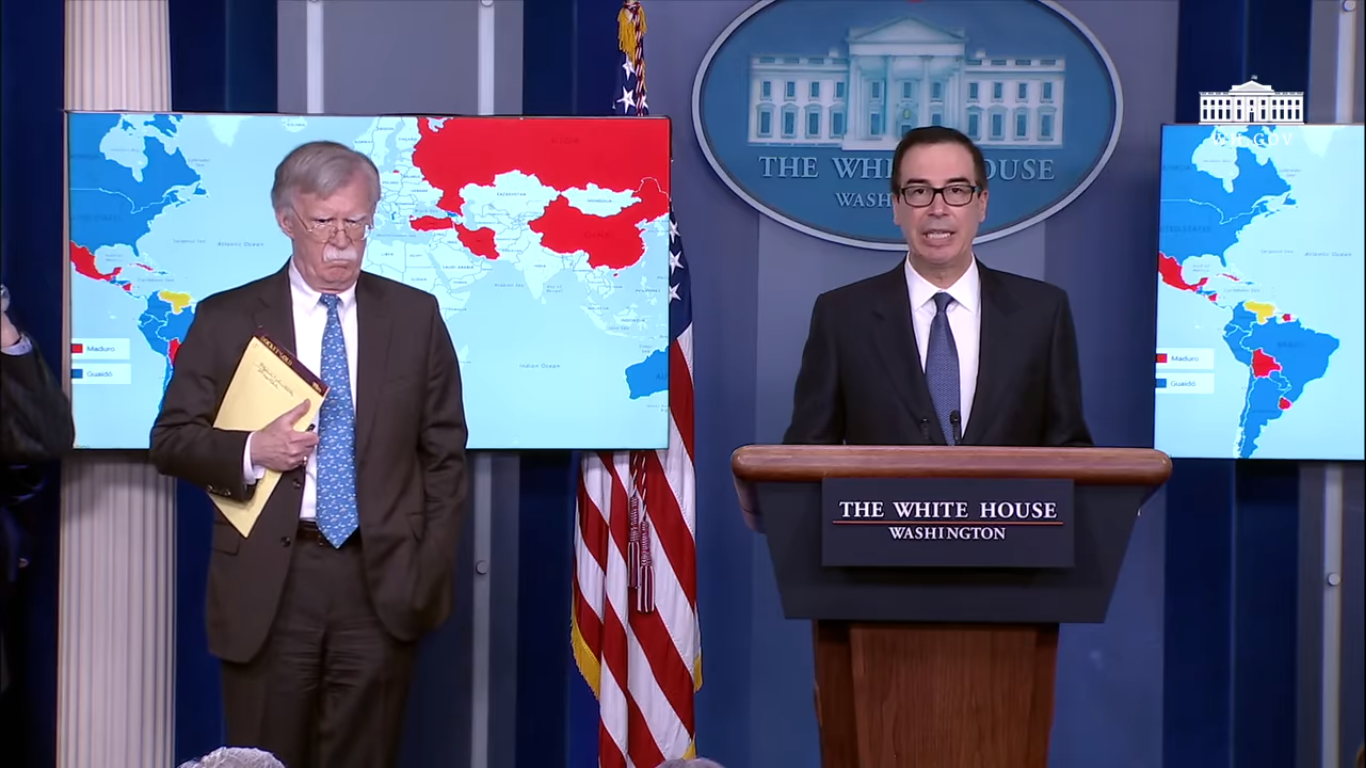
وزير الخزانة الامريكي يعلن العقوبات الامريكية على فنزويلا

خلال الأزمة في فنزويلا، فرضت حكومات الولايات المتحدة، والاتحاد الأوروبي، وكندا، والمكسيك، وبنما، وسويسرا عقوبات فردية على أشخاص ذو صلة بحكم نيكولاس مادورو. تأتي العقوبات ردًا على القمع الذي تعرضت له الاحتجاجات الفنزويلية في عام 2014 ومثيلتها في عام 2017، والأنشطة التي جرت خلال انتخابات الجمعية التأسيسية في فنزويلا عام 2017 وانتخابات الرئاسة الفنزويلية في عام 2018. فُرضت العقوبات على المسؤولين الحكوميين الحاليين والسابقين، بمن فيهم أعضاء محكمة العدل العليا والجمعية الوطنية التأسيسية لعام 2017، وأفراد من القوات العسكرية وقوات الأمن، وأفراد عاديين اتهموا بالتورط في انتهاكات حقوق الإنسان، والفساد، وتدهور سيادة القانون، وقمع الديمقراطية.
في شهر مارس من عام 2018، قال مكتب واشنطن لأمريكا اللاتينية أنه تم فرض عقوبات على 78 فنزويليًا ذوي صلة بمادورو من قبل عدة دول. خلال شهر أبريل من عام 2019، فرضت الولايات المتحدة عقوبات على أكثر من 150 شركة وسفينة وأفراد، فضلًا عن إلغاء تأشيرات دخول 718 فردًا ذوي صلة بمادورو.
شملت العقوبات تجميد حسابات الأفراد وأصولهم، وحظر المعاملات مع الأطراف الخاضعة للعقوبات، والاستيلاء على الأصول، وحظر توريد الأسلحة، وحظر السفر. قال ديفيد سمولينسكي في الإذاعة العامة الدولية أن العقوبات استهدفت مادورو «ونخبًا» تشافيزية بينما كان لها تأثير ضئيل على المواطنين العاديين في فنزويلا. ذكرت صحيفة الواشنطن بوست أن «الحرمان الذي تعيشه فنزويلا يسبق العقوبات الأمريكية المفروضة مؤخرًا منذ زمن بعيد».
بدءًا من شهر يناير عام 2013، وأثناء الأزمة الرئاسية في فنزويلا، فرضت الولايات المتحدة عقوبات اقتصادية إضافية على صناعات النفط والذهب والتعدين والغذاء والمصارف. جاء في تقرير نشرته المفوضية السامية للأمم المتحدة لحقوق الإنسان أنه على الرغم من أن «الأزمة الاقتصادية والاجتماعية المتفشية والوخيمة بدأت قبل فرض العقوبات الاقتصادية الأولى»، إلا أن العقوبات الجديدة زادت حدة الوضع. في أبريل من العام 2019، نشرت منظمة هيومن رايتس ووتش وكلية جونز هوبكنز بلومبرج للصحة العامة تقريرًا مشتركًا أشار إلى أن معظم العقوبات التي فرضت بدايةً لم تستهدف الاقتصاد الفنزويلي بأي شكل من الأشكال، مضيفًا أن العقوبات المفروضة في عام 2019 قد تزيد الوضع سوءًا، ولكن «الأزمة التي تعيشها البلاد سبقت العقوبات».

## الولايات المتحدة
خلال شهر أبريل من عام 2019، فرضت الولايات المتحدة عقوبات على أكثر من 150 شركة وسفينة وأفراد، فضلًا عن إلغاء تأشيرات دخول 718 فردًا ذوي صلة بمادورو.
التاريخ والتشريع
شعرت الولايات المتحدة بالقلق إزاء الاتجار بالمخدرات في فنزويلا منذ عام 2005 وعدم تعاونها في مكافحة الإرهاب منذ عام 2006. استخدمت الولايات المتحدة العقوبات أداةً سياسية لمدة عقد على الأقل لمكافحة الأنشطة المرتبطة بالإرهاب إلى جانب الإتجار بالمخدرات والبشر، والفساد، وانتهاكات حقوق الإنسان، وفقًا لجهاز خدمة أبحاث الكونغرس «فنزويلا: نظرة عامة على العقوبات الأمريكية». في عام 2008، هدف الأمر التنفيذي رقم 13224 (إي أوه 13224) إلى الحد من تمويل الإرهاب في فنزويلا عن طريق فرض العقوبات، واستخدمت وزارة الخزانة الأمريكية «قانون كينغبين» لفرض عقوبات على ما لا يقل عن 22 فنزويليًا، بمن فيهم العديد من المسؤولين الحكوميين الحاليين والسابقين.
قبل الأزمة في فنزويلا، فرض مكتب مراقبة الأصول الأجنبية في عام 2008 على ثلاثة مسؤولين حكوميين حاليين أو سابقين في فنزويلا، قائلا إن هناك أدلة تشير إلى مساعدتهم قوات كولومبيا المسلحة الثورية في تهريب المخدرات. «جمد ذلك الأمر أية أصول تعود للأفراد المعنيين وتخضع لسلطة القضاء الأمريكي، ومنع الأفراد الأمريكيين من إجراء معاملات مالية أو تجارية متعلقة بتلك الأصول». فرضت عقوبات على كل من هوغو كارفاغال، المدير السابق للاستخبارات العسكرية في فنزويلا؛ وهنري رانغل سيلفا، رئيس المديرية الوطنية لخدمات الاستخبارات والحماية؛ ورامون رودريغيز تشاسين، وزير الداخلية السابق. قبض على كارفاغال في إسبانيا في 12 أبريل عام 2019 استنادًا إلى مذكرة اعتقال صادرة عن الولايات المتحدة بشأن الاتهامات التي وجهت إليه في عام 2011، طلبت الولايات المتحدة من إسبانيا تسليم كارفاغال.
في عام 2011، فرضت عقوبات على أربعة من حلفاء هوغو تشافيز، بمن فيهم جنرالان، وشخصيتان سياسيتان، ومسؤول استخبارات، بتهمة مساعدة القوات المسلحة الثورية الكولومبية في الحصول على الأسلحة وتهريب المخدرات. قال مادورو الذي كان وزير الخارجية حينها أن الاتهامات كانت «مسيئة». فريدي بيرنال، أحد الذي فرضت بحقهم العقوبات، نفى التهم التي وجهت إليه واصفًا إياها «بالعدوان» وأنه غير خائف منها.
وقع الرئيس باراك أوباما على قانون الدفاع الفنزويلي عن حقوق الإنسان والمجتمع المدني لعام 2014، وهو قانون أمريكي يفرض عقوبات على الأفراد الفنزويليين الذين تحمّلهم الولايات المتحدة مسؤولية انتهاكات حقوق الإنسان خلال احتجاجات فنزويلا عام 2014 في شهر ديسمبر من ذاك العام. «يستدعي القانون فرض الرئيس عقوبات على المسؤولين عن أعمال العنف أو الانتهاكات الجسيمة لحقوق الإنسان المرتبطة باحتجاجات فبراير من العام 2014، أو على نطاق أوسع ضد أي شخص يوجه أو يأمر باعتقال أو مقاضاة شخص بسبب ممارسته المشروعة لحرية التعبير أو التجمع». مُدد سريان هذا القانون في عام 2016 إلى أن ينتهي مفعوله في 31 ديسمبر 2019.
في 2 فبراير عام 2015، فرضت وزارة الخارجية الأمريكية قيودًا على تأشيرات دخول المسؤولين الفنزويليين الحاليين والسابقين الذين افترض ارتباطهم بانتهاكات مزعومة لحقوق الإنسان وبالفساد السياسي. شملت القيود المفروضة على تأشيرات الدخول أفراد الأسرة، إذ قالت وزارة الخارجية الأمريكية: «نحن نبعث برسالة واضحة مفادها أن منتهكي حقوق الإنسان، وأولئك المستفيدين من الفساد العام، وأسرهم غير مرحب بهم في الولايات المتحدة».
أصدر أوباما الأمر التنفيذي رقم 13692 في شهر مارس من العام 2015، الذي يجمد الأصول أو يفرض حظر السفر على أولئك «المتورطين أو المسؤولين عن انتهاك ضمانات حقوق الإنسان، واضطهاد المعارضين السياسيين، وتقليص الحريات الصحفية، واستخدام العنف والتجاوزات والانتهاكات التي تطال حقوق الإنسان من أجل مواجهة الاحتجاجات المناهضة للحكومة، والاعتقال والاحتجاز التعسفيين للمتظاهرين المناهضين للحكومة، فضلًا عن الفساد العام الكبير من قبل كبار المسؤولين الحكوميين في البلاد».
أوجز مستشار الأمن القومي الأمريكي جون آر. بولتون سياسات إدارة الرئيس الأمريكي دونالد ترامب تجاه فنزويلا في خطاب ألقاه في شهر نوفمبر من العام 2018، واصفًا فنزويلا بأنها جزء من «مثلث الاستبداد». وصف بولتون الدول الثلاث بالتناوب بأنها «مثلث الإرهاب» «والمواطئ الثلاثة للاشتراكية» وذكر أن الدول الثلاث تلك هي «سبب المعاناة الإنسانية الهائلة، وقوة الدفع لعدم الاستقرار الإقليمي، ومنشأ الأصل القذر للشيوعية في النصف الغربي للأرض». أدانت الولايات المتحدة الاجراءات التي اتخذتها حكومات دول أمريكا اللاتينية الثلاث واستمرت في فرض عقوبات واسعة وهادفة ضد قيادتها.
في عام 2020، أعرب الرئيس دونالد ترامب عن اعتقاده بأن إزاحة مادورو من منصبه عملية تتم بطء شديد، وأن العمليات التدريجية، مثل العقوبات، لم تأتي بنتائج. نظرًا لعدم نجاح مثل تلك العمليات في إقالة مادورو، بدأ الرئيس ترامب بالنظر في الخيارات العسكرية، بما فيها الحصار البحري ضد فنزويلا.
في إطار الأمر التنفيذي رقم 13692، فرضت إدارة أوباما عقوبات على سبعة أفراد، وفرضت إدارة ترامب عقوبات على 73 فردًا اعتبارًا من 8 مارس عام 2019.